# Landkreis Ludwigslust (1933–1952)
| Basisdaten            | Basisdaten    |
| --------------------- | ------------- |
| Bestandszeitraum      | 1933–1952     |
| Verwaltungssitz       | Ludwigslust   |
| Einwohner             | 51.263 (1939) |
| Gemeinden             | 99 (1939)     |
| Karte von Mecklenburg |               |
|                       |               |

Der Landkreis Ludwigslust bestand von 1933 bis 1952 in Mecklenburg. Der Kreissitz befand sich in Ludwigslust. Das ehemalige Kreisgebiet gehört heute zum Landkreis Ludwigslust-Parchim in Mecklenburg-Vorpommern.

## Geschichte
1925 wurde in Mecklenburg-Schwerin aus den alten Ämtern Grabow und Ludwigslust das Amt Ludwigslust gebildet. 1933 wurde aus dem Amt Ludwigslust der Kreis Ludwigslust . Mecklenburg-Schwerin wurde mit Mecklenburg-Strelitz 1934 zu einem Land Mecklenburg vereinigt. Nach dem Zweiten Weltkrieg wurde die Bezeichnung des Kreises in Landkreis Ludwigslust geändert. Der Landkreis gehörte nun zum Land Mecklenburg-Vorpommern in der Sowjetischen Besatzungszone. 
Durch die Einteilung der Besatzungszonen gab der Landkreis seine linkselbische Gemeinde Kaltenhof an den Landkreis Lüchow-Dannenberg in der Britischen Zone ab. Der Name des Landes wurde 1947 in Mecklenburg geändert. Seit 1949 gehörte es zur DDR.
Am 1. Juli 1950 wechselte die Gemeinde Stolpe aus dem Landkreis Parchim in den Landkreis Ludwigslust. Bei der Gebietsreform von 1952 wurde eine neue Kreisstruktur geschaffen:
- Aus dem östlichen Randgebiet des Landkreises wechselten die Gemeinden Drefahl, Dütschow, Herzfeld, Möllenbeck, Pampin, Stolpe und Ziegendorf in den Kreis Parchim
- Die Gemeinden Brunow, Dambeck und Klüß wechselten ebenfalls zunächst in den Kreis Parchim, kamen aber noch im gleichen Jahr zum Kreis Perleberg.
- Das verbleibende Teil des Landkreises bestand, vergrößert um einen Teil des aufgelösten Landkreises Westprignitz, als Kreis Ludwigslust fort.
- Die Kreise Parchim, Perleberg und Ludwigslust wurden dem Bezirk Schwerin zugeordnet.

## Einwohnerentwicklung
| Einwohner | 1925 (Amt) | 1933   | 1939   | 1946   |
| --------- | ---------- | ------ | ------ | ------ |
|           | 49.262     | 49.953 | 51.263 | 82.212 |

Die Einwohnerzahlen der Städte des Landkreises im Jahre 1939:
| Dömitz         | 3.297 |
| Grabow         | 6.083 |
| Ludwigslust    | 9.107 |
| Neustadt-Glewe | 4.971 |

## Politik

### Landdroste
1926–9999: Karl von Bülow

### Amtshauptmänner/Landräte
1926–1945: Arthur Staecker
1945: Erich Kops
1945: Hermann Schuldt (KPD)

## Städte und Gemeinden
Im Jahre 1939 umfasste der Landkreis Ludwigslust vier Städte und 95 weitere Gemeinden:
| - Alt Jabel - Alt Krenzlin - Balow - Barkow - Bauerkuhl - Beckentin - Blievenstorf - Bockup - Boek - Brenz - Bresegard - Brunow - Conow - Dadow - Dambeck, Dorf - Dambeck, Hof - Dömitz, Stadt - Dreenkrögen - Drefahl - Dütschow, Dorf - Dütschow, Hof - Eldena - Fahrbinde - Fresenbrügge - Friedrichsmoor | - Glaisin - Göhlen - Göhren - Gorlosen - Grabow, Stadt - Granzin - Grebs - Grittel - Groß Laasch - Groß Schmölen - Güritz - Heiddorf - Heidhof - Herzfeld - Hohen Woos - Hohewisch - Hornkaten - Kaliß - Kaltenhof - Karenz - Karstädt - Klein Krams - Klein Laasch - Klein Schmölen - Klüß | - Kolbow - Kremmin - Krohn - Kronskamp - Kummer - Laupin - Leussow - Liepe - Loosen - Lüblow - Ludwigslust, Stadt - Malk - Malliß - Meierstorf - Möllenbeck - Muchow - Neese - Neu Brenz - Neu Kaliß - Neu Karstädt - Neu Krenzlin - Neu Lüblow - Neuhof - Neustadt-Glewe, Stadt - Niendorf an der Rögnitz | - Niendorf b. Ludwigslust - Pampin - Platschow - Polz - Prislich - Raddenfort - Repzin - Rüterberg - Schlesin - Semmerin - Strassen - Stresendorf - Stuck - Techentin - Tewswoos - Verklas - Vielank - Wanzlitz - Warlow - Werle - Wöbbelin - Woosmer - Ziegendorf - Zierzow |

Die Gemeinde Kiez wurde 1936 in die Stadt Neustadt-Glewe eingemeindet.
Die Gemeinde Rüterberg hieß bis 1938 Wendisch Wehningen.